# Ego (latinskt ord)
Ego är ett latinskt ord som betyder "jag". Ett annat liknande ord är egomet som betyder "jag för min del". Det svenska ordet "jag" är besläktat med latinets ego.